# Orthobula trinotata
Orthobula trinotata är en spindelart som beskrevs av Simon 1896. Orthobula trinotata ingår i släktet Orthobula och familjen flinkspindlar.
Artens utbredningsområde är Filippinerna. Inga underarter finns listade i Catalogue of Life.